# Blague à tabac
Pour les articles homonymes, voir blague.

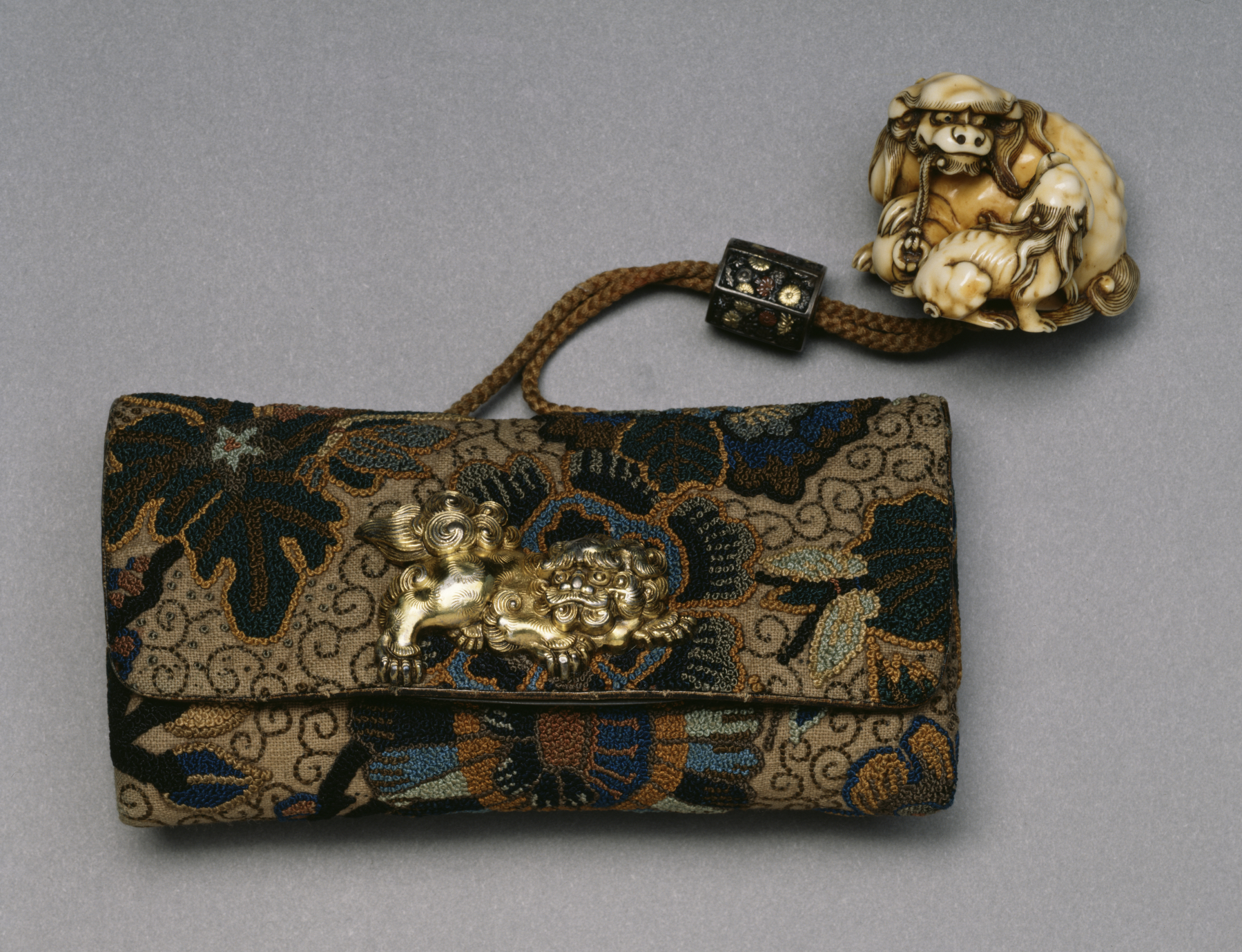
Blague à tabac japonaise de l'ère Edo, Walters Art Museum.

Une blague à tabac est un sachet en toile ou en cuir ou en caoutchouc ou en blague de pélican destiné à transporter et conserver du tabac à fumer ou à chiquer.

## Histoire

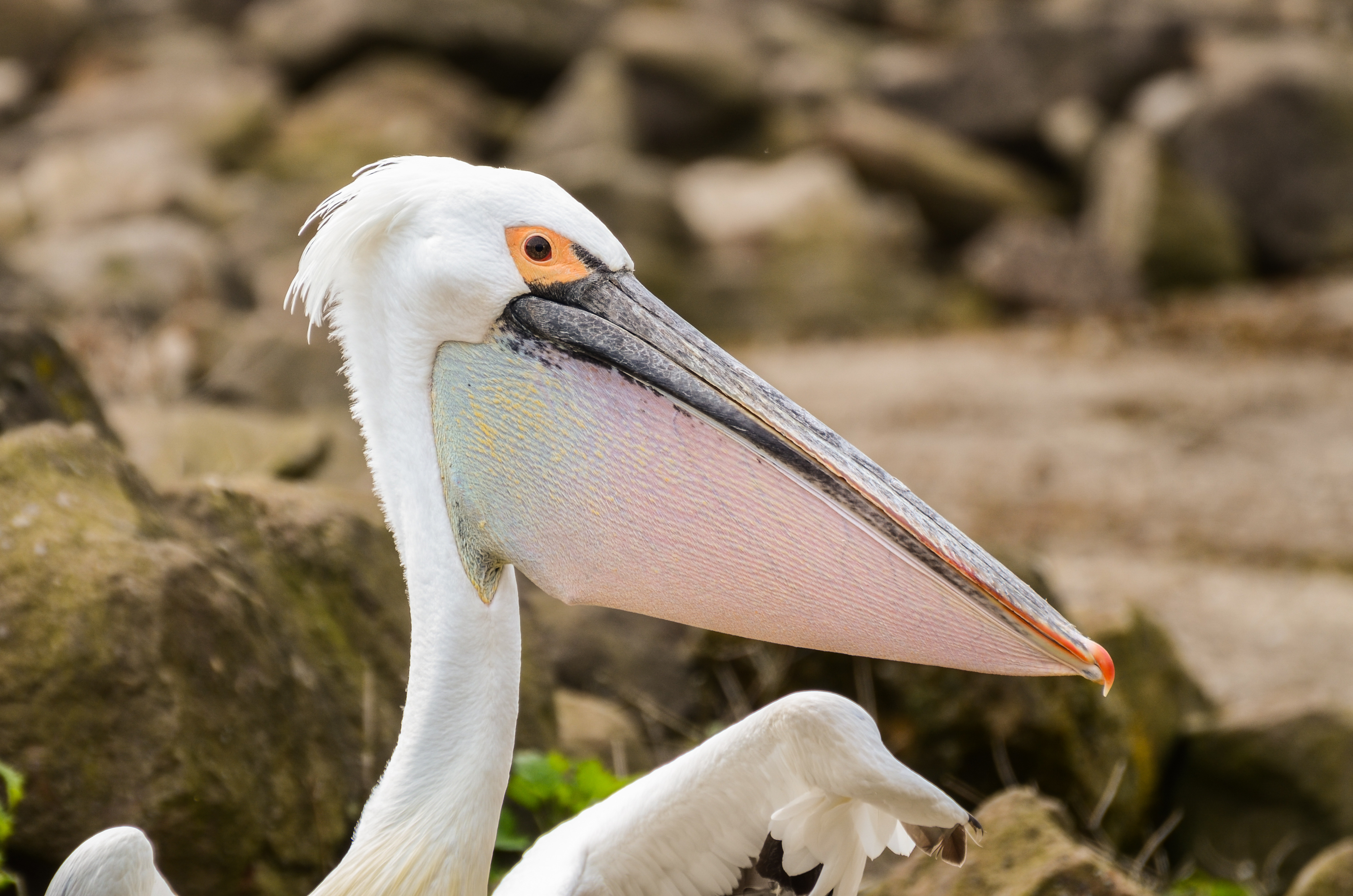
La poche sous le bec du pélican (appelée « blague ») servait à faire les blagues à tabac en « cuir ».

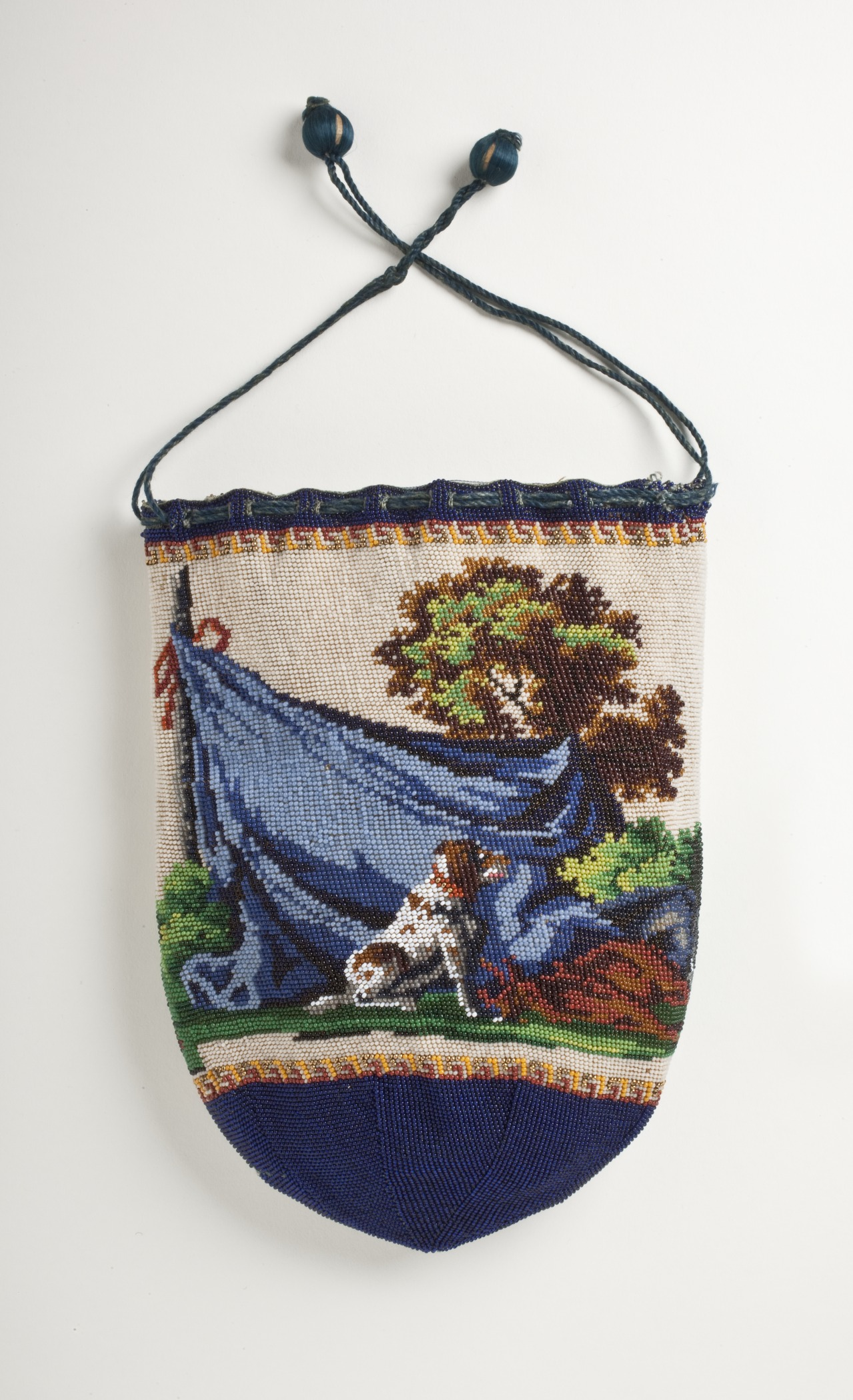
Blague à tabac britannique (vers 1820-1830).

La consommation de tabac en France commence au XVIe siècle, lors de la propagation de sa culture en Europe et en Asie. Les feuilles étaient alors utilisées fraîches (mouillées et roulées puis insérées dans le nez).
Pour les conserver, la blague du pélican était préférée à toute autre matière ; c'était même un objet de luxe que l'on brodait ou peignait.
Le terme de « blague » n'est cependant attesté en français qu'en 1721, dérivé du mot néerlandais « balg » qui signifie « enveloppe »[réf. nécessaire].